# کالوین استنج

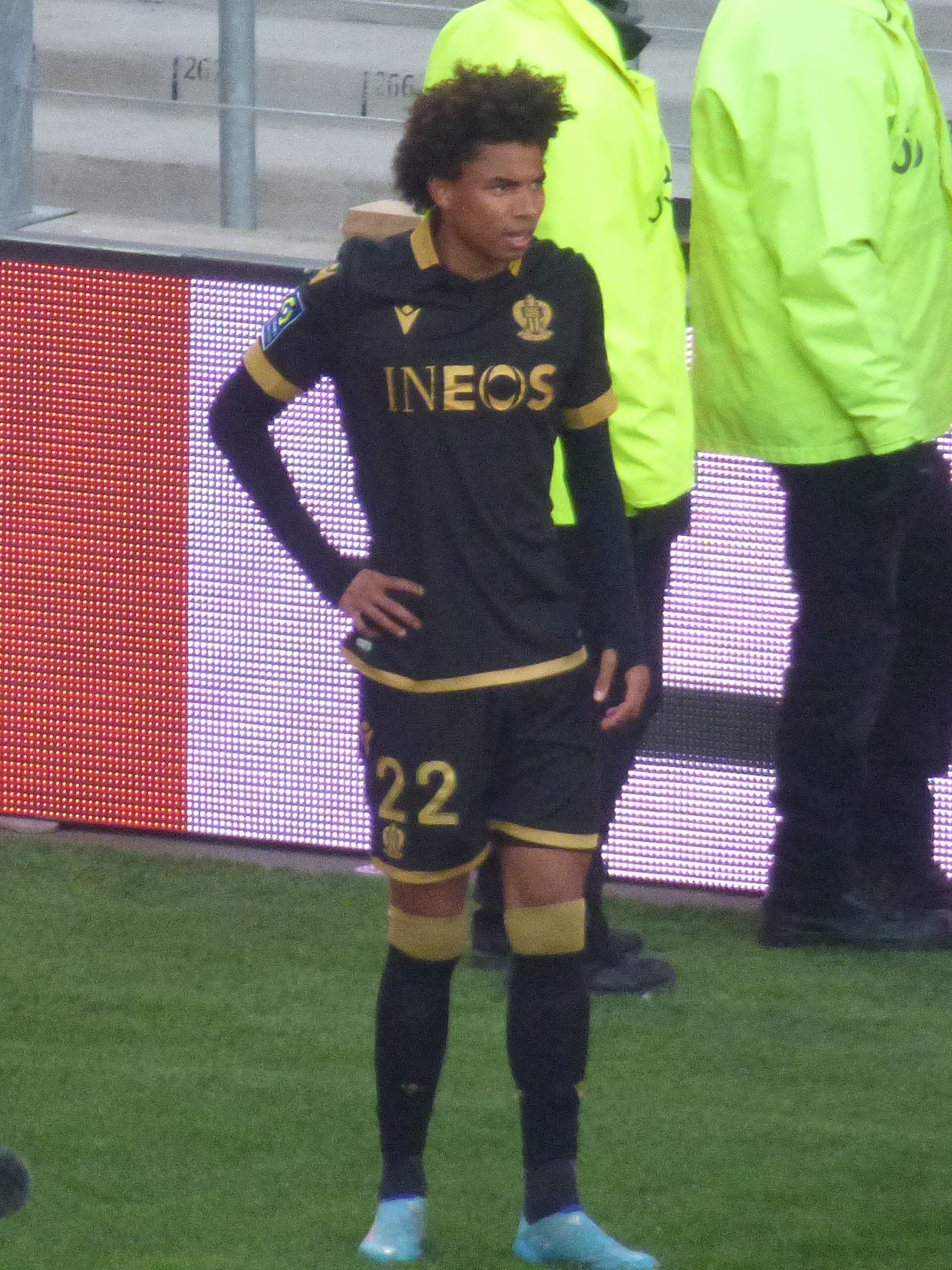
کالوین استنج - ۲۰۲۰

کالوین استنج (انگلیسی: Calvin Stengs؛ زادهٔ ۱۸ دسامبر ۱۹۹۸) بازیکن فوتبال اهل پادشاهی هلند است.
از باشگاه‌هایی که در آن بازی کرده‌است می‌توان به باشگاه فوتبال آزد آلکمار اشاره کرد.
وی همچنین در تیم‌های ملی فوتبال زیر ۲۱ سال هلند و هلند بازی کرده‌است.